# Hetzerode
Hetzerode ist ein Stadtteil von Waldkappel im nordhessischen Werra-Meißner-Kreis.

## Geographie
Hetzerode liegt in Nordhessen westlich von Waldkappel im Geo-Naturpark Frau-Holle-Land (Werratal.Meißner.Kaufunger Wald). Es befindet sich an der Hetze, einem nordwestlichen Zufluss des durch den Schemmergrund fließenden Schemmerbachs. Durch den Ort verläuft die Landesstraße 3227.

## Geschichte

### Ortsgeschichte
Die älteste bekannte schriftliche Erwähnung von Hetzerode erfolgte unter dem Namen Heczenrode im Jahr 1410.
Hessische Gebietsreform (1970–1977)
Im Zuge der Gebietsreform in Hessen wurde die bis dahin selbständige Gemeinde Hetzerode im Landkreis Eschwege zum 1. Januar 1974 kraft Landesgesetz in die Stadt Waldkappel eingegliedert. Gleichzeitig wechselte die Stadt Waldkappel mit dem Kreis Eschwege in den neu gegründeten Werra-Meißner-Kreis. Für Hetzerode, sowie für alle ehemals eigenständigen Gemeinden von Waldkappel und die Kerngemeinde wurde je ein Ortsbezirk mit Ortsbeirat und Ortsvorsteher nach der Hessischen Gemeindeordnung gebildet.

### Verwaltungsgeschichte im Überblick
Die folgende Liste zeigt die Staaten und Verwaltungseinheiten, denen Hasselbach angehört(e):
- vor 1567: Heiliges Römisches Reich, Landgrafschaft Hessen, Amt Spangenberg
- ab 1654: Heiliges Römisches Reich, Landgrafschaft Hessen-Kassel, Amt Spangenberg
- ab 1806: Landgrafschaft Hessen-Kassel, Amt Spangenberg
- 1807–1813: Königreich Westphalen, Departement der Werra, Distrikt Eschwege, Kanton Bischhausen
- ab 1815: Kurfürstentum Hessen, Amt Spangenberg[7]
- ab 1821: Kurfürstentum Hessen, Provinz Niederhessen, Kreis Eschwege[8][Anm. 2]
- ab 1848: Kurfürstentum Hessen, Bezirk Eschwege
- ab 1851: Kurfürstentum Hessen, Provinz Niederhessen, Kreis Eschwege
- ab 1867: Norddeutscher Bund[Anm. 3], Königreich Preußen, Provinz Hessen-Nassau, Regierungsbezirk Kassel, Kreis Eschwege
- ab 1871: Deutsches Reich, Königreich Preußen, Provinz Hessen-Nassau, Regierungsbezirk Kassel, Kreis Eschwege
- ab 1918: Deutsches Reich, Freistaat Preußen, Provinz Hessen-Nassau, Regierungsbezirk Kassel, Kreis Eschwege
- ab 1944: Deutsches Reich, Freistaat Preußen, Provinz Kurhessen, Landkreis Eschwege
- ab 1945: Amerikanische Besatzungszone, Groß-Hessen, Regierungsbezirk Kassel, Landkreis Eschwege
- ab 1946: Amerikanische Besatzungszone, Land Hessen, Regierungsbezirk Kassel, Landkreis Eschwege
- ab 1949: Bundesrepublik Deutschland, Land Hessen, Regierungsbezirk Kassel, Landkreis Eschwege
- ab 1974: Bundesrepublik Deutschland, Land Hessen, Regierungsbezirk Kassel, Werra-Meißner-Kreis, Stadt Waldkappel[Anm. 4]

## Bevölkerung

### Einwohnerstruktur 2011
Nach den Erhebungen des Zensus 2011 lebten am Stichtag dem 9. Mai 2011 in Hetzerode 159 Einwohner. Darunter waren keine (P,P %) Ausländer.
Nach dem Lebensalter waren 30 Einwohner unter 18 Jahren, 60 zwischen 18 und 49, 39 zwischen 50 und 64 und 27 Einwohner waren älter. Die Einwohner lebten in 60 Haushalten. Davon waren 15 Singlehaushalte, 15 Paare ohne Kinder und 24 Paare mit Kindern, sowie keine Alleinerziehende und 3 Wohngemeinschaften. In 12 Haushalten lebten ausschließlich Senioren und in 36 Haushaltungen lebten keine Senioren.

### Einwohnerentwicklung
- 1585: 30 Hausgesesse[1]
- 1747: 44 Haushaltungen[1]

| Hetzerode: Einwohnerzahlen von 1834 bis 2015 | Hetzerode: Einwohnerzahlen von 1834 bis 2015 | Hetzerode: Einwohnerzahlen von 1834 bis 2015 | Hetzerode: Einwohnerzahlen von 1834 bis 2015 | Hetzerode: Einwohnerzahlen von 1834 bis 2015 |
| --- | -------------------------------------------- | -------------------------------------------- | -------------------------------------------- | -------------------------------------------- |
| Jahr |                                              |                                              |                                              | Einwohner                                    |
| 1834 | 1834                                         |                                              | 294                                          | 294                                          |
| 1840 | 1840                                         |                                              | 285                                          | 285                                          |
| 1846 | 1846                                         |                                              | 316                                          | 316                                          |
| 1852 | 1852                                         |                                              | 306                                          | 306                                          |
| 1858 | 1858                                         |                                              | 287                                          | 287                                          |
| 1864 | 1864                                         |                                              | 316                                          | 316                                          |
| 1871 | 1871                                         |                                              | 248                                          | 248                                          |
| 1875 | 1875                                         |                                              | 265                                          | 265                                          |
| 1885 | 1885                                         |                                              | 213                                          | 213                                          |
| 1895 | 1895                                         |                                              | 209                                          | 209                                          |
| 1905 | 1905                                         |                                              | 207                                          | 207                                          |
| 1910 | 1910                                         |                                              | 179                                          | 179                                          |
| 1925 | 1925                                         |                                              | 205                                          | 205                                          |
| 1939 | 1939                                         |                                              | 192                                          | 192                                          |
| 1946 | 1946                                         |                                              | 290                                          | 290                                          |
| 1950 | 1950                                         |                                              | 289                                          | 289                                          |
| 1956 | 1956                                         |                                              | 247                                          | 247                                          |
| 1961 | 1961                                         |                                              | 216                                          | 216                                          |
| 1967 | 1967                                         |                                              | 206                                          | 206                                          |
| 1970 | 1970                                         |                                              | 189                                          | 189                                          |
| 1980 | 1980                                         |                                              | ?                                            | ?                                            |
| 1990 | 1990                                         |                                              | ?                                            | ?                                            |
| 2000 | 2000                                         |                                              | ?                                            | ?                                            |
| 2011 | 2011                                         |                                              | 159                                          | 159                                          |
| 2015 | 2015                                         |                                              | 144                                          | 144                                          |
| Datenquelle: Historisches Gemeindeverzeichnis für Hessen: Die Bevölkerung der Gemeinden 1834 bis 1967. Wiesbaden: Hessisches Statistisches Landesamt, 1968. Weitere Quellen: LAGIS; Stadt Waldkappel; Zensus 2011 |                                              |                                              |                                              |                                              |

### Historische Religionszugehörigkeit
| • 1885: | 213 evangelische (= 100 %) Einwohner                              |
| • 1961: | 198 evangelische (= 91,64 %), 14 katholische (= 6,48 %) Einwohner |